# Franjevački samostan i crkva sv. Ilije u Modriči
Franjevački samostan i crkva sv. Ilije u Modriči bili su rimokatolički samostan i crkva franjevaca posvećene sv. Iliji. Nalazili su se u Modriči. 
Bila je jedna od najljepših crkava u srednjovjekovnoj Bosni. Nalazila se na desnoj strani donje Bosne. U ovoj se crkvi vjenčao ban Tvrtko I. godine 1374. Po svoj prilici, ta je crkva s franjevačkim samostanom bila njegova zadužbina, koju je ban Tvrtko sagradio nešto prije svoga vjenčanja. Godine 1579. Turci su zapalili ovu crkvu zajedno s franjevačkim samostanom i nisu dopustili, da se obnovi. Bosanski biskup Baličević piše godine 1600. da je ta crkva bez krova. Pavao Rovinjanin, službeni pohoditelj bosanske franjevačke provincije, piše o ruševinama te crkve u svom izvještaju godine 1640.:
»Samostan u Modriči je najtješnji i najtužniji u ovoj provinciji... U samostanu ima mala podzemna nazovi crkvica... Ali na jednu milju daleko ima prekrasan hram, veći nego crkva u Kopru, sa stupovnom galerijom unu tra unaokolo crkve.«
U svom izvješću Propagandi godine 1675. bosanski biskup fra Nikola Ogramić govori o "širini i visini" i o "umjetnosti neopisive vrijednosti" te crkve. Na koncu nadodaje, da je godine 1663. rijeka Bosna promijenila svoje korito na desnu stranu i odnijela crkvu sv. Ilije s okolnim zemljištem.